# Pablo Pérez Holguín
Pablo Pérez Holguín (Lima, 20 de marzo de 1977) es un exfutbolista peruano. Jugaba de arquero y tiene 48 años.

## Trayectoria
En el 2003 pasó a jugar por Universitario de Deportes, jugó al lado del portero mundialista peruano José Carvallo.

## Clubes
| Club                        | País   | Año       |
| --------------------------- | ------ | --------- |
| José Gálvez                 | Perú   | 1994-1997 |
| Cultural Hidro              | Perú   | 1997      |
| Sport Áncash                | Perú   | 1998      |
| Coopsol Trujillo            | Perú   | 1999-2002 |
| Universitario               | Perú   | 2003      |
| Universidad César Vallejo   | Perú   | 2004-2005 |
| Olympiakos Nicosia          | Chipre | 2006      |
| Unión Huaral                | Perú   | 2006      |
| Sport Áncash                | Perú   | 2007      |
| Sport Huamanga              | Perú   | 2008      |
| Inti Gas                    | Perú   | 2009      |
| Colegio Nacional de Iquitos | Perú   | 2009      |
| Sport Áncash                | Perú   | 2010      |
| Alianza Atlético            | Perú   | 2011      |
| Sport Áncash                | Perú   | 2012      |

## Palmarés

### Campeonatos nacionales
| Título    | Club           | País | Año  |
| --------- | -------------- | ---- | ---- |
| Copa Perú | José Gálvez    | Perú | 1996 |
| Copa Perú | Deportivo UPAO | Perú | 1999 |